# James Beck (Kunsthistoriker)
James H. Beck (* 14. Mai 1930 in New Rochelle, NY; † 26. Mai 2007 in New York) war ein US-amerikanischer Kunsthistoriker.
Beck lehrte seit 1963 Kunstgeschichte an der Columbia University und schrieb zahlreiche Bücher und Aufsätze über die Kunst der Renaissance (u. a. über Jacopo della Quercia, Leonardo da Vinci, Masaccio, Michelangelo, Raffael).
Er war Gründer und Vorsitzender der Organisation Art Watch, die sich gegen eine Kommerzialisierung von Museen und starke Eingriffe durch Restauratoren wendet.
Das vom New Yorker Metropolitan Museum of Art für 45 Mio. US-Dollar erworbene Gemälde Madonna mit Kind des Malers Duccio di Buoninsegna bezeichnete Beck 2006 als Fälschung.
Beck verstarb am 26. Mai 2007 nach lang andauernder Krankheit in New York.

## Werke (Auszug)
- mit Gino Corti: Masaccio, the documents. J.J. Augustin, Locust Valley 1978
- Leonardo’s rules of painting: an unconventional approach to modern art. Viking Press, New York 1979, ISBN 0670424277
- The tyranny of the detail: contemporary art in an urban setting. Willis, Locker & Owens, New York 1992, ISBN 0930279204
- Jacopo Della Quercia. Columbia University Press, New York 1992, ISBN 0-231-07200-7 (2 Bände)
- mit Michael Daley: Art restoration: the culture, the business, and the scandal. J. Murray, London 1994, ISBN 0719554306
- Italian Renaissance Painting. Konerman, 1999 (deutsch: Malerei der italienischen Renaissance. Könemann, Köln 2001, ISBN 3829004850)
- Raphael. Harry N. Abrams, New York 1999 (deutsch: Raffael. Dumont, Köln 2003, ISBN 3832173366)
- Three Worlds of Michelangelo. W. W. Norton, New York 1999 (deutsch: Die drei Welten des Michelangelo. C. H. Beck, München 2001, ISBN 3406471935)